# Notiobiella turneri
Notiobiella turneri är en insektsart som beskrevs av Douglas E. Kimmins 1933. Notiobiella turneri ingår i släktet Notiobiella och familjen florsländor. Inga underarter finns listade i Catalogue of Life.